# Sneka

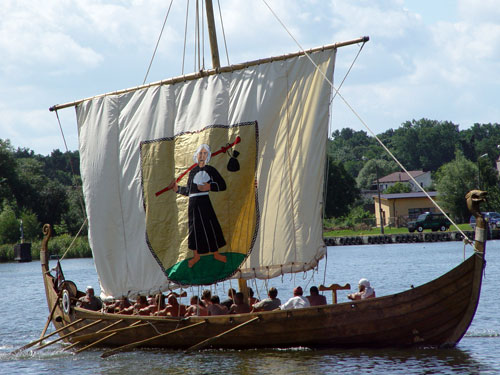
Snekkar "Morąg" zrekonstruowany przez Marka Szablińskiego

Sneka (snekkar) – najmniejszy z langskipów; podstawowa jednostka flot wikingów; okręt o liczbie wioseł wynoszącej 30–40. Sneki posiadały jeden maszt o wysokości ok. 18 m, na którym podnoszono jeden duży, czworokątny rejowy żagiel o powierzchni ok. 130 m².
Przeciętna czterdziestowiosłowa sneka miała ok. 28 m długości, 5 m szerokości oraz zanurzenie ok. 1 m. Na dziobie sneki mocowano rzeźbę przedstawiającą głowę węża (stąd nazwa), prawdopodobnie w celu odstraszenia bóstw opiekujących się napadanymi miastami.
Przykładem sneki jest tzw. Łódź z Gokstad – okręt wykopany ok. 1880 roku z kurhanu pogrzebowego niedaleko miejscowości Oseberg.